# Nephrotoma floresensis
Nephrotoma floresensis är en tvåvingeart som beskrevs av Alexander 1936. Nephrotoma floresensis ingår i släktet Nephrotoma och familjen storharkrankar. Inga underarter finns listade i Catalogue of Life.